# Nichelcromo

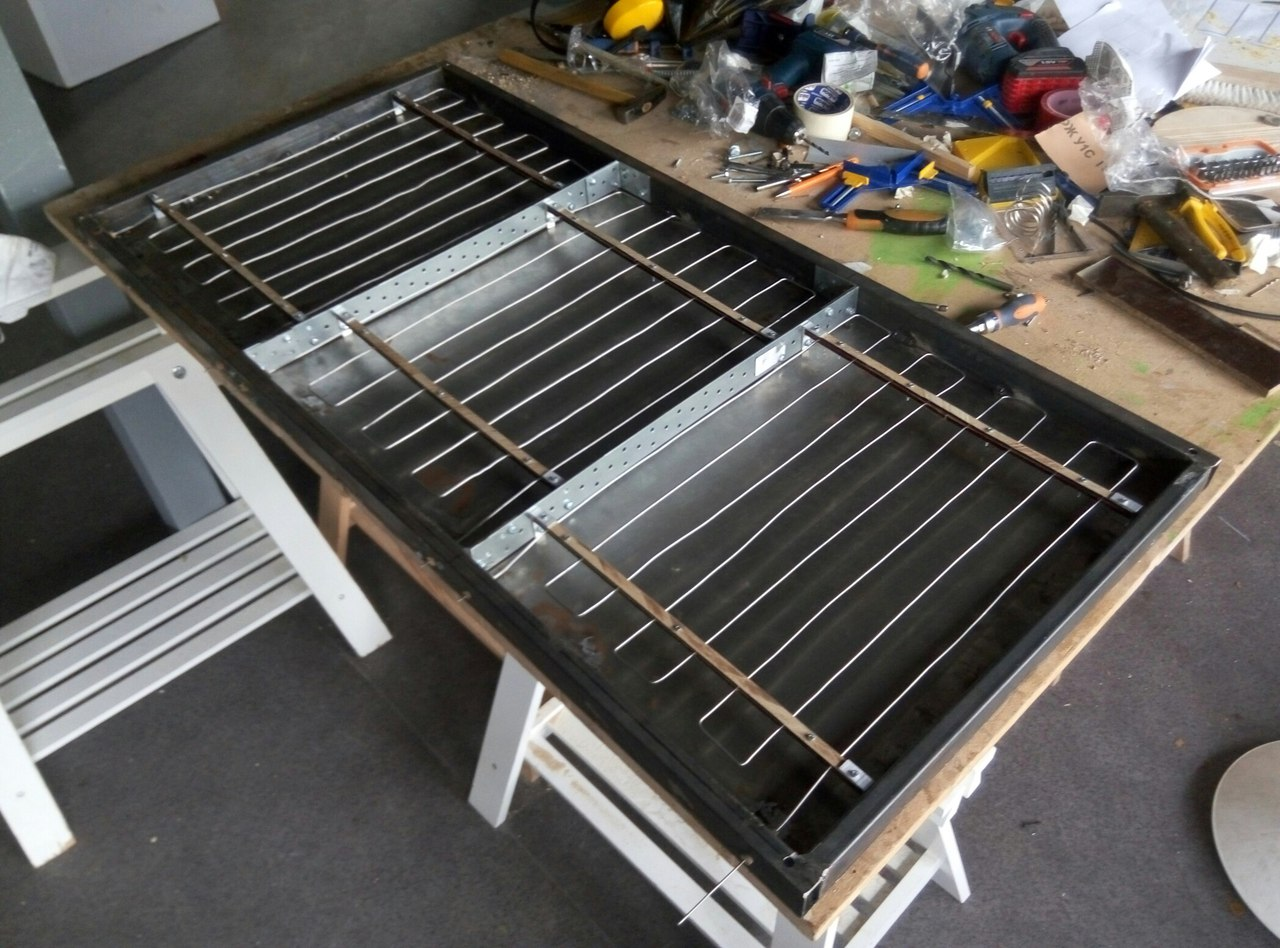
Griglia riscaldante a filo di nichelcromo

Il nichelcromo (noto anche come NiCr, nicromo, nichel-cromo o cromo-nichel) è una vasta tipologia di leghe metalliche composte da nichel e cromo (e occasionalmente anche con l'aggiunta di ferro), variamente utilizzato in molteplici ambiti, tra cui comunemente come fili di resistenza o elementi riscaldanti in dispositivi come tostapane, bollitori elettrici e stufe elettriche.
Brevettato nel 1906 da Albert Marsh (brevetto USA 811.859), solitamente la lega è composta per l'80-95% da nichel e per il 5-20% da cromo, ma esistono molte altre combinazioni (alcune per esempio contenenti anche il 40% di ferro) in base alle applicazioni e necessità d'impiego.
Il nichelcromo è di colore argenteo, è resistente alla corrosione, ha una temperatura di fusione di circa 1400 °C e ha un'alta resistività elettrica di circa 112 μΩ–cm, che è circa 66 volte superiore rispetto per esempio al rame (che ha valori di circa 1,678 μΩ–cm).